# Zoothera neilgherriensis
Espèce
Zoothera neilgherriensis est une espèce de passereaux de la famille des Turdidae.

## Répartition
Cette grive est endémique d'Inde. Elle est endémique des Ghats occidentaux. Elle est largement limitée aux Sholas, des forêts nuageuses isolées trouvées à haute altitude et séparées par des prairies montagnardes vallonnées. On la trouve également rarement sur les routes les jours de pluie. Elle se nourrit d'insectes et est un insectivore opportuniste. La grive reste sur la canopée terrestre inférieure de l'écosystème humide de la shola. Le motif écailleux de cette espèce lui confère un côté protecteur de camouflage dans le sous-étage terrestre de la forêt. L'étendue de l'habitat est répartie dans toutes les forêts humides de shola de la région.

## Description
Les sexes sont similaires, mesurant 27 à 31 cm de long, avec des écailles noires sur un fond blanc plus pâle ou jaunâtre. La caractéristique d'identification la plus frappante en vol est la bande noire sur le dessous des ailes blanc, une caractéristique partagée avec la grive de Sibérie. Le mâle a un chant qui est un sifflement mécanique fort et de grande portée, avec des pauses de 5 à 10 secondes entre chaque phrase longue d'une seconde twee...tuuu....tuuu....tuuu.
Elle était auparavant considérée comme une sous-espèce de la grive dama.

## Systématique
Elle est parfois considérée comme une sous-espèce de la Grive dama par certains auteurs.